# Nihon Buyō

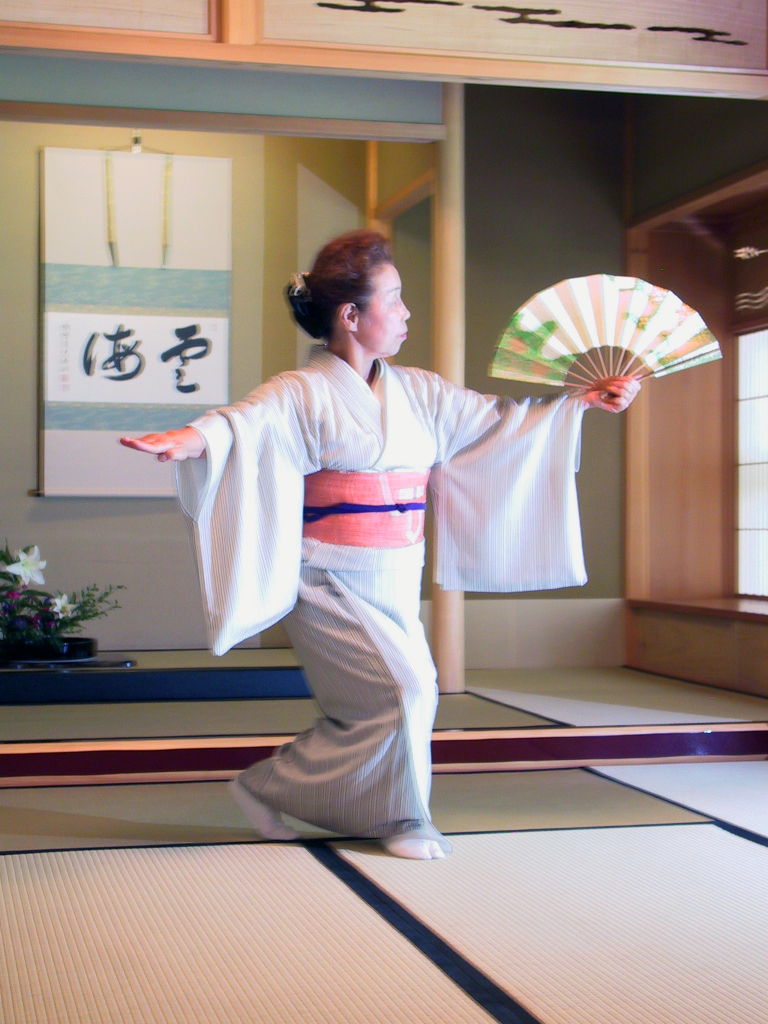
Traditioneller japanischer Tanz

Nihon Buyō (jap. 日本舞踊, dt. „japanischer Tanz“, kurz auch Nichibu 日舞 oder Hōbu 邦舞) bezeichnet die traditionelle japanische Tanzkunst. Als Sammelbegriff bezeichnet Nihon Buyō im weiteren Sinne in der Geschichte teils weit zurückreichende Formen, die mit Musik und Gesang kombiniert waren. Man kann diese ersten Formen grob in eine mehr stilisierte Form etwa für die Darbietung am Hofe durch professionelle (Berufs)tänzer und eine volkstümlichere mehr im Alltagsleben verwurzelte Form einteilen. Im Vergleich ist die stilisierte Form meist abstrakter in der Darstellung und sparsamer in der Bewegung. Im engeren Sinn bezeichnet Nihon Buyō Tanzformen, die in der Regel auf der Bühne dargeboten werden. Diese etwa 400 Jahre alten Formen setzen mit der Entstehung des Nō-Theaters ein. Ihre Entwicklung ist geprägt von fünf großen Schulen und im Zusammenhang mit den japanischen Bühnenkünsten (neben dem Nō auch das Kabuki) zu sehen. Seit dem Zweiten Weltkrieg kommen neue Elemente hinzu, die zu einer Modernisierung der traditionalistischen Tanzformen des mai (舞) und des odori (踊) führen.

## Übersicht
Die Bezeichnung Buyō wurde erstmals in der Meiji-Zeit von Shōyō Tsubouchi und Gen'ichirō Fukuchi als Neologismus (Wortneuschöpfung) und Übersetzung des englischen Wortes dance geprägt. Als Kompositum ist es aus den beiden Begriffen mai und odori, ähnlich dem Wort Liebe (恋愛, ren-ai), zusammengesetzt. Der Begriff wurde nicht zuletzt durch die weidliche Verwendung in Tsubouchis eigenem Werk Shingakugeki-ron (新楽劇論, dt. etwa „Abhandlung über das neue Musikdrama“) zum Allgemeingut. Da sich bald die Notwendigkeit ergab zwischen traditionellem japanischem Tanz und Tanzformen, die mit der Übersetzung des englischen Wortes gemeint waren, zu unterscheiden, setzte man zur Spezifizierung Nihon (日本, Japan) hinzu.
Typische Requisiten des japanischen Tanzes sind der Kimono, Schirm und Fächer.

## Tanzformen (Buyō im weiteren Sinne)

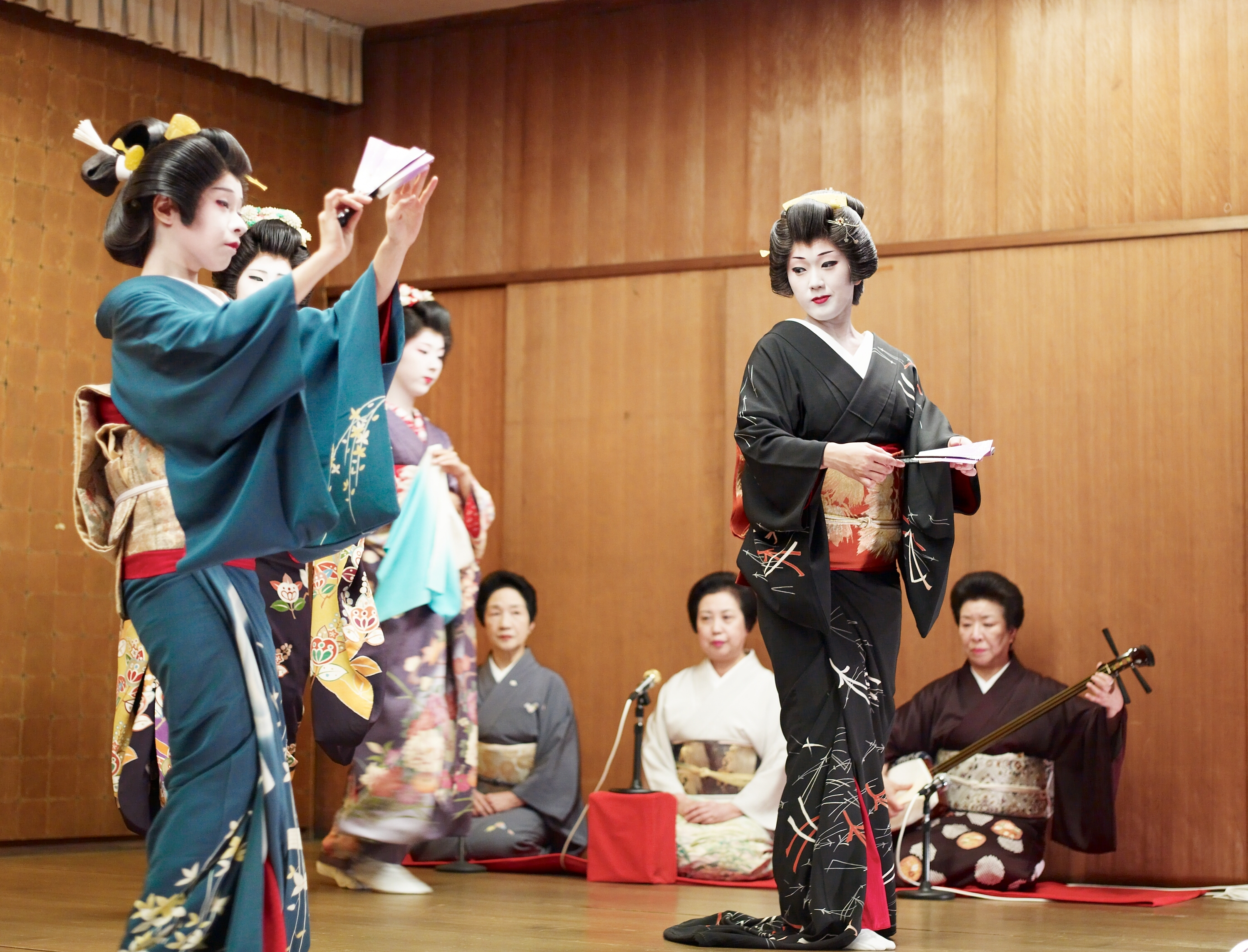
Tanzende Geisha

Der traditionelle japanische Tanz kann grob in drei Formen unterteilt werden: mai, odori und furi (振り).
Mai
Diese Tanzform wird mit Musik oder Gesang verbunden dargebracht. Sie zeichnet sich durch kreisende und ruhige Bewegungen aus.
- Feierliche Darbringung am kaiserlichen Hofe
  - im Rahmen der Hofmusik Gagaku
  - Bugaku (舞楽)
- Aufführung bei volkstümlichen, religiösen Festen
  - Kagura
  - Dengaku (田楽)
- Formen, die Gesang und die Tanzform mai kombinieren
  - Sarugaku (猿楽)
  - Shirabyōshi (白拍子)
  - Ennen (延年)
  - Kusemai (曲舞)
  - Kōwakamai (幸若舞)
- reine Bühnenkunst
  - Nōgaku (能楽)

Odori
- als Massenunterhaltung
  - Nenbutsu odori (念仏踊り)
  - Bon odori (盆踊り)
    - Awa odori (阿波踊り)
    - Gujō odori (郡上踊り)
    - Nishimonai odori (西馬音内踊り)

Furi
- Kleine Form[Anm. 3] – in kleinen Räumen mit Tatami-Matten und Wandschirm
  - Kamigata mai (上方舞)
- Bühnenformen
  - Kabuki buyō (歌舞伎舞踊)
    - Shōsagoto (所作事, pantomimischer Tanz im Kabuki), hierzu zählen auch das Jōruri, der Begleitgesang zum Puppenspiel, und das Nagauta, eine Ballade mit Shamisen-Begleitung.

Modern(isiert)e Formen
- an die japanischen Kampfkünste angelehnte Formen
  - Hō no te (棒の手)
  - Kenbu (剣舞)
  - Shibu (詩舞)
- Tanzformen der Gegenwart
  - Shin buyō (新舞踊)
  - Kayō buyō (歌謡舞踊)
  - Gin'ei kenshibu (吟詠剣詩舞)

## Nihon Buyō im engeren Sinn
Gegenwärtig existieren etwa 200 Schulen, die traditionelle japanische Tänze praktizieren. Darunter sind insbesondere die „fünf großen Schulen“ (五大流派, Godai ryūha): die „Hanayagi-Schule“ (花柳流), die „Fujima-Schule“ (藤間流), die „Kawayagi-Schule“ (若柳流), die „Nishikawa-Schule“ (西川流) und die „Bandō-Schule“ (坂東流) zu nennen.
Während noch auf dem Spielplan von 1852 nur 14 Schulen zu finden waren, stieg die Zahl der Schulen in der Taishō-Zeit rapide an. Nach dem Zweiten Weltkrieg setzte sich die Entwicklung in zwei verschiedene Richtungen fort. 120 Schulen mit rund 6000 Tänzern traten der Nihon Buyō Kyōkai (日本舞踊協会, engl. „The Japanese Classical Dance Association“) bei. Schulen, die dem Verband bisher nicht beigetreten sind, und eine Vielzahl von Schulen, die Tanzformen modernisierten (新舞踊, shinbuyō) bilden parallel dazu eine eigene Entwicklungsrichtung.

### Die fünf großen Schulen
1. Die Hanayagi-Schule wurde 1849 von Jusuke Hanayagi (花柳壽輔) gegründet, der bei Senzō Nishikawa IV. (西川扇藏, 1797–1845) Tanz und Choreographie erlernte. Die Schule wird heute in der vierten Generation von Jusuke Hanayagi IV. geführt und ist mit 15 bis 20.000 Mitgliedern die größte der fünf Schulen.
2. Die Fujima-Schule wurde 1704 von Kanbee Fujima (藤間勘兵衛) gegründet. Im 19. Jahrhundert entwickelten sich zwei Strömungen, eine unter der Leitung von Kanemon Fujima (藤間勘右衛門) aus der auch die Matsumoto-Schule hervorging, die andere unter Kanjurō Fujima (藤間勘十郎).
3. Die Kawayagi-Schule wurde 1893 von Judō Wakayagi (若柳壽童) gegründet. Markenzeichen dieser Schule ist der häufige Einsatz von Handbewegungen.
4. Die Nishikawa-Schule wurde in der Genroku-Zeit um 1700 von Senzō Nishikawa III. gegründet, womit sie mit einer Tradition von mehr als 300 Jahren die älteste der fünf Schulen ist.
5. Die Bandō-Schule wurde in der Bunka-Zeit um 1800 von Mitsugorō Bandō III. (坂東三津五郎), der als Meister des pantomimischen Tanzes im edozeitlichen Kabuki gilt, gegründet.